# Февда
Февда (др.-греч. Θευδᾶς от др.-евр. תודה‬ Тода́ «признательность, благодарность»; Теуда, Теодард) — предводитель отряда из 400 еврейских повстанцев, боровшихся против римского владычества. Выдавал себя за мессию и в 44 году увлёк за собой толпу к Иордану, утверждая, что воды расступятся перед ним (ср. Нав. 3). Конница прокуратора Куспия Фада (44—46 гг.) рассеяла толпу, а сам Февда был схвачен и обезглавлен (Josephus Flavius. Antiquit. Jud. XX.5:1; ср. Деян. 5:36).
Этот случай привёл в пример во время суда над апостолами раввин Гамалиил, сказав, что восстание, начатое людьми, неизбежно прекратится после смерти вождя, — делу же, начатому Богом, противостоять бесполезно. (Деян. 5:34—39)